# Bastö, Borgå
Bastö är en ö i Finland. Den ligger i Finska viken och i kommunen Borgå i den ekonomiska regionen  Borgå i landskapet Nyland, i den södra delen av landet. Ön ligger omkring 59 kilometer öster om Helsingfors.
Öns area är 36,7 hektar och dess största längd är 1 kilometer i sydöst-nordvästlig riktning. Ön höjer sig omkring 20 meter över havsytan.